# James Edward Smith
James Edward Smith (ur. 2 grudnia 1759 w Norwich, zm. 17 marca 1828 tamże) – brytyjski botanik i założyciel Linnean Society of London (Towarzystwo Linneuszowskie). Najstarszy syn bogatego handlarza wełną. Studiował nauki przyrodnicze najpierw na Uniwersytecie Edynburskim, w 1783 r. przeniósł się i kontynuował studia w Londynie. Za 1000 funtów kupił kolekcję książek, rękopisów i zielników Karola Linneusza, która w efekcie trafiła do Londynu w 1784 r. Dwa lata później Smith został członkiem Royal Society. W latach 1786–1788 odbył podróż przez kilka krajów zachodnioeuropejskich, odwiedzając botaników i herbaria. Po powrocie, 8 kwietnia 1788 r. założył Linnean Society of London, którego został dożywotnim prezydentem. W 1796 ożenił się z Pleasance Reeve i przeniósł się do Norwich wraz z całą kolekcją linneuszowską. Kolekcja zyskała już wówczas wielki rozgłos i odwiedzana była przez wielu przyrodników z całej Europy. Przez następnych 30 lat, aż do śmierci publikował liczne prace botaniczne. Po śmierci w 1828 r. cała jego kolekcja przyrodnicza została wykupiona przez Towarzystwo Linneuszowskie za potężną wówczas sumę 3500 funtów (organizacja wpadła przez to w długi spłacone ostatecznie dopiero w 1861 roku).
Ważniejsze dzieła:
- Sketch of a Tour on the Continent (1793)
- Flora Graeca (1806-1840) – jako kontynuator dzieła rozpoczętego przez Johna Sibthorpa
- Flora Britannica
- The English Flora (4 tomy, 1824–1828)
- English Botany: Or, Coloured Figures of British Plants, with their Essential Characters, Synonyms and Places of Growth
- New Cyclopaedia – jako autor 3348 haseł z zakresu botaniki i 57 biogramów botaników.

Standardową skróconą formą autora, używaną do wskazania przy cytowaniu nazw botanicznych, jest 'Sm.